# Stielboviste
Die Stielboviste (Tulostoma) sind eine Pilzgattung aus der Familie der Champignonverwandten, deren Fruchtkörper sich aus ehemaligen Lamellenpilzfruchtkörpern zu gestielt bauchpilzartigen Fruchtkörpern abgewandelt haben. Die Gattung ist weltweit verbreitet und umfasst nach der Weltmonographie von Wright 139 Arten. Durch aktuelle genetische Studien erhöht sich die Artenzahl laufend. So wurden allein für Europa neben 30 bereits bekannten Arten 27 neue, noch unbeschriebene Arten genetisch entdeckt. Die Artenzahl liegt damit für Europa bei mindestens 57.

## Merkmale
Makroskopie und Fruchtkörperentwicklung (nach Wright)
Die kugelförmigen Fruchtkörperanlagen entwickeln sich unterirdisch. Sie bestehen in diesem Jungstadium aus einer zweischichtigen Hülle (der Endo- und Exoperidie), die die Gleba, den fertilen, inneren Bereich des Fruchtkörpers, einschließen. Durch Streckung einer Ausstülpung der Endoperidie, die an der Unterseite des Fruchtkörperanlage durch die Exoperidie ragt, entsteht ein sich verlängernder Stiel, der so den kugelförmigen Kopf des Fruchtkörpers aus dem Boden hebt. Hierbei löst sich die Exoperidie ab, sodass der fertige Fruchtkörper aus einem Stiel und einer einschichtigen Peridie (der übrig gebliebenen Endoperidie) besteht. Reste der Exoperidie können an der Unterseite des kugelförmigen Kopfs erhalten bleiben, an der sich der Stielsockel befindet, der auch als Collar ausgeprägt sein kann. An der Oberseite der Kugel entwickelt sich eine kleine Öffnung (das Peristom), deren Form (z. B. als kurze Röhre ausgestülpt mit gerader, glatter Kante oder ausfasernd, aber auch als nur aufreißende Öffnung ohne Ausstülpung nach oben) und Färbung artspezifisch sein kann. Das Geflecht der Gleba zerfällt schließlich zu einem ausgeprägten Kapillitium und zu grauem bis graubraunem Sporenpulver. Der kugelförmige Kopf der Fruchtkörper hat je nach Art einen Durchmesser von ca. 3 bis 30 mm. Die Endoperidie ist bei den meisten Arten papierartig dünn und fragil, kann aber auch ausgesprochen dick und zäh sein. Der Stiel kann längsfaserig, schuppig oder fast glatt sein, weiß, ockerbraun, rotbraun, dunkelbraun bis fast schwarz und an der oft knollig verdickten Basis eine Volva oder rudimentäre Reste einer Volva aufweisen.
Mikroskopie (nach Wright)
Die etwas dickwandigen Sporen erscheinen im Lichtmikroskop glatt, fein warzig oder grob warzig ornamentiert, für die Artunterscheidung sind jedoch elektronenmikroskopische Aufnahmen der Sporenoberfläche hilfreich. Selbst lichtoptisch glatt erscheinende Sporen zeigen elektronenoptisch ein teils arttypisches Ornament. Lichtoptisch sichtbare Warzen wiederum können nur elektronenoptisch bezüglich ihrer Form und des Grades der Verwachsung miteinander und/oder der Ausprägung von Wulsten exakt analysiert werden. Die schnallenlosen Capillitiumfasern sind von farblos-hyalin bis braun pigmentiert, dickwandig und septiert. Die Septen können bei einigen Arten deutlich angeschwollen sein. Das Verhältnis der Dicke der Wand zum Durchmesser des Lumens ist neben der Ausprägung der Septen ein wichtiges Bestimmungsmerkmal. Die Wand der Capillitiumfasern kann glatt und nackt sein oder trägt harzige Inkrustationen oder aufgelagerte Kristalle. Die Basidien sind nur in den unterirdischen Fruchtkörperanlagen zu beobachten und sind bereits zerfallen, wenn sich der Stiel streckt. Sie werden daher nicht als Merkmale zur Bestimmung herangezogen.

## Ökologie und Phänologie
Es handelt sich um bodenbewohnende Saprobionten. Viele Arten besiedeln aride bis semiaride Standorte (Steppen, Halbwüsten und Wüsten), andere in tropischen Regenwäldern (z. B. Tulostoma exasperatum). In Deutschland sind Trockenrasen typische Standorte.
Die Fruchtkörper erscheinen in Deutschland vom Spätsommer bis zum Herbst, überdauern meist den Winter und können dadurch fast ganzjährig gefunden werden.

## Gefährdung in Deutschland
Die Stielboviste kommen in Deutschland vor allem auf Standorten vor, die durch menschliche Bewirtschaftung entstanden sind (Trockenrasen). Diese Standorte und damit die darauf angewiesenen Pilzarten sind durch Bewirtschaftungsaufgabe, Düngereintrag und daraus folgende Überwachsung gefährdet.

## Systematik
Aufgrund ihrer bauchpilzartigen Fruchtkörper wurde die Gattung Tulostoma früher in die heute als künstlich bekannte Klasse der Gastromycetes und dort in eine eigene Ordnung der Tulostomatales gestellt. Genetische Studien zeigen jedoch, dass es sich – wie auch bei anderen bauchpilzartigen Gattungen wie Stäublingen (Gattung Lycoperdon) oder Bovisten (Gattung Bovista) – um Champignonverwandte (Agaricaceae) handelt. Die Stielboviste sind innerhalb der Familie nah mit den Schirmlingen (Gattung Lepiota) verwandt.

## Arten
In Europa kommen ca. 60 Taxa vor bzw. sind dort zu erwarten.
| Stielboviste (Tulostoma) in Europa (Auswahl) |                                                       |                                                            |
| \| Deutscher Name \| Wissenschaftlicher Name \| Autorenzitat \| \| ------------------------------- \| ----------------------------------------------------- \| ---------------------------------------------------------- \| \| Glattsporiger Stielbovist \| Tulostoma armillatum \| Bresadola 1904 \| \| \| Tulostoma beccarianum \| Bresadola 1904 \| \| \| Tulostoma bresadolae \| Petri 1904 \| \| \| Tulostoma bruchii \| Spegazzini 1927 \| \| Winter- oder Zitzen-Stielbovist \| Tulostoma brumale \| Persoon 1794 : Persoon 1801 \| \| \| Tulostoma brumale var. pallidum \| (Lloyd 1906) J.E. Wright 1987 \| \| \| Tulostoma caespitosum \| Trabut 1891 \| \| Weißlicher Stielbovist \| Tulostoma cyclophorum (beschrieben als „Tylostoma“) \| Lloyd 1906 \| \| Gewimperter Stielbovist \| Tulostoma fimbriatum \| Fries 1829 \| \| \| Tulostoma fimbriatum var. campestre \| (Morgan 1890) G. Moreno 1980 ('1979') \| \| \| Tulostoma fimbriatum var. heterosporum \| J.E. Wright 1987 \| \| Stolzer Stielbovist \| Tulostoma giovanellae \| Bresadola 1881 \| \| Jourdans Stielbovist \| Tulostoma jourdanii (beschrieben als „Jourdani“) \| Patouillard 1886 \| \| Dünen-Stielbovist \| Tulostoma kotlabae \| Pouzar 1958 \| \| \| Tulostoma kreiselii \| G. Moreno, E. Horak & Altés 2002 \| \| Lloyds Stielbovist \| Tulostoma lloydii \| Bresadola 1904 \| \| \| Tulostoma lusitanicum \| Calonge & M.G. Almeida 1992 ex Calonge & M.G. Almeida 2000 \| \| \| Tulostoma macrocephalum (beschrieben als „Tylostoma“) \| Long 1944 \| \| Schwarzbehöfter Stielbovist \| Tulostoma melanocyclum \| Bresadola 1904 \| \| \| Tulostoma montanum \| Patouillard 1897 \| \| Moravecs Stielbovist \| Tulostoma moravecii \| Pouzar 1958 \| \| Weißer Stielbovist \| Tulostoma niveum \| Kers 1978 \| \| \| Tulostoma obesum \| Cooke & Ellis 1878 \| \| Zierlicher Stielbovist \| Tulostoma pulchellum \| Saccardo 1890 ('1889') \| \| \| Tulostoma pulchellum var. pseudopulchellum \| (G. Moreno, Altés & J.E. Wright 1992) Calonge 1998 \| \| \| Tulostoma pulchellum var. subfuscum \| (V.S. White 1901) J.E. Wright, G. Moreno & Altés 1992 \| \| \| Tulostoma scrupososporum \| Altés, G. Moreno & Hausknecht 1994 \| \| Schuppiger Stielbovist \| Tulostoma squamosum \| (J.F. Gmelin 1792 : Persoon 1801) Persoon 1801 \| \| \| Tulostoma striatum \| G. Cunningham 1925 \| \| \| Tulostoma subsquamosum (beschrieben als „Tylostoma“) \| Long & S. Ahmad 1947 \| \| \| Tulostoma xerophilum (beschrieben als „Tylostoma“) \| Long 1946 \| |                                                       |                                                            |
| Deutscher Name | Wissenschaftlicher Name                               | Autorenzitat                                               |
| Glattsporiger Stielbovist | Tulostoma armillatum                                  | Bresadola 1904                                             |
| | Tulostoma beccarianum                                 | Bresadola 1904                                             |
| | Tulostoma bresadolae                                  | Petri 1904                                                 |
| | Tulostoma bruchii                                     | Spegazzini 1927                                            |
| Winter- oder Zitzen-Stielbovist | Tulostoma brumale                                     | Persoon 1794 : Persoon 1801                                |
| | Tulostoma brumale var. pallidum                       | (Lloyd 1906) J.E. Wright 1987                              |
| | Tulostoma caespitosum                                 | Trabut 1891                                                |
| Weißlicher Stielbovist | Tulostoma cyclophorum (beschrieben als „Tylostoma“)   | Lloyd 1906                                                 |
| Gewimperter Stielbovist | Tulostoma fimbriatum                                  | Fries 1829                                                 |
| | Tulostoma fimbriatum var. campestre                   | (Morgan 1890) G. Moreno 1980 ('1979')                      |
| | Tulostoma fimbriatum var. heterosporum                | J.E. Wright 1987                                           |
| Stolzer Stielbovist | Tulostoma giovanellae                                 | Bresadola 1881                                             |
| Jourdans Stielbovist | Tulostoma jourdanii (beschrieben als „Jourdani“)      | Patouillard 1886                                           |
| Dünen-Stielbovist | Tulostoma kotlabae                                    | Pouzar 1958                                                |
| | Tulostoma kreiselii                                   | G. Moreno, E. Horak & Altés 2002                           |
| Lloyds Stielbovist | Tulostoma lloydii                                     | Bresadola 1904                                             |
| | Tulostoma lusitanicum                                 | Calonge & M.G. Almeida 1992 ex Calonge & M.G. Almeida 2000 |
| | Tulostoma macrocephalum (beschrieben als „Tylostoma“) | Long 1944                                                  |
| Schwarzbehöfter Stielbovist | Tulostoma melanocyclum                                | Bresadola 1904                                             |
| | Tulostoma montanum                                    | Patouillard 1897                                           |
| Moravecs Stielbovist | Tulostoma moravecii                                   | Pouzar 1958                                                |
| Weißer Stielbovist | Tulostoma niveum                                      | Kers 1978                                                  |
| | Tulostoma obesum                                      | Cooke & Ellis 1878                                         |
| Zierlicher Stielbovist | Tulostoma pulchellum                                  | Saccardo 1890 ('1889')                                     |
| | Tulostoma pulchellum var. pseudopulchellum            | (G. Moreno, Altés & J.E. Wright 1992) Calonge 1998         |
| | Tulostoma pulchellum var. subfuscum                   | (V.S. White 1901) J.E. Wright, G. Moreno & Altés 1992      |
| | Tulostoma scrupososporum                              | Altés, G. Moreno & Hausknecht 1994                         |
| Schuppiger Stielbovist | Tulostoma squamosum                                   | (J.F. Gmelin 1792 : Persoon 1801) Persoon 1801             |
| | Tulostoma striatum                                    | G. Cunningham 1925                                         |
| | Tulostoma subsquamosum (beschrieben als „Tylostoma“)  | Long & S. Ahmad 1947                                       |
| | Tulostoma xerophilum (beschrieben als „Tylostoma“)    | Long 1946                                                  |

## Bedeutung
Die Stielboviste besitzen keinen Speisewert. Sie können in Deutschland aufgrund ihrer Habitatspräferenz als Zeigerarten für wertvolle Trocken- und Magerrasen dienen.